# La Walck
La Walck (en alsaciano D'Walick) era una comuna francesa situada en el departamento de Bajo Rin, de la región de Gran Este, que el 1 de enero de 2016 pasó a ser una comuna delegada de la comuna nueva de Val-de-Moder al fusionarse con las comunas de Pfaffenhoffen y Uberach.

## Demografía
| Gráfica de evolución demográfica de La Walck entre 1851 y 2013 |
|                                                                |

Los datos demográficos contemplados en este gráfico de la comuna de La Walck se han cogido de 1851 a 1999 de la página francesa EHESS/Cassini, y los demás datos de la página del INSEE.